# Bademli, Akseki
Bademli là một thị trấn thuộc huyện Akseki, tỉnh Antalya, Thổ Nhĩ Kỳ. Dân số thời điểm năm 2011 là 576 người.